# Herman Wirth
Pour les articles homonymes, voir Wirth.
Herman Wirth (Utrecht, 6 mai 1885 - Kusel, 16 février 1981), également connu sous les noms de Herman (ou Hermann) Wirth Roeper Bosch et Herman Felix Wirthor, est un chercheur néerlandais en sciences humaines ayant principalement travaillé en Allemagne et un archéologue national-socialiste, cofondateur de l'Ahnenerbe SS. Proche des milieux völkisch, il développe une vision raciste et occultiste de l'Histoire.

## Biographie
Herman Wirth étudie la philologie néerlandaise, allemande, l'histoire et la musicologie. Il reçoit son doctorat en 1910 avec une thèse sur Le déclin de la chanson populaire néerlandaise. Il enseigne par la suite la philologie néerlandaise à l'Université de Berne.
Pendant la Première Guerre mondiale, Wirth soutient les séparatistes flamands en Belgique occupée par les Allemands et s'engage dans les rangs de l'armée allemande comme volontaire pour le front. Il est nommé professeur de néerlandais à l'Université de Berlin en 1916 par l'empereur allemand Guillaume II,.
Il s'établit à Marburg en 1923 et adhère au NSDAP en 1925 pour le quitter un an plus tard ; il s'inscrira à nouveau au parti nazi en 1933.
En 1928, son livre Der Aufgang der Menschheit. Untersuchungen zur Geschichte der Religion, Symbolik und Schrift der atlantisch-nordischen Rasse paraît à Iena chez Eugen Diederichs, le grand éditeur du mouvement de réforme de la vie (Lebensreform) et des cercles völkisch. L'ouvrage tend à démontrer, à partir de recherches sur les religions, les symboles et les écritures, l'existence d'une civilisation et d'une tradition « nordico-atlantique » d'où seraient issues les grandes cultures de l’hémisphère Nord. Le livre fait beaucoup de bruit en Allemagne, aussi bien dans les milieux scientifiques officiels que dans les nombreux cercles völkisch. En septembre 1929 est d'ailleurs créée à Berlin une Herman-Wirth-Gesellschaft, dont le but est de faire connaître les thèses de Wirth.
En 1932, le gouvernement du Land national-socialiste du Mecklembourg-Schwerin crée pour Wirth, l'institut de recherche pour la préhistoire de l'esprit, à Bad Doberan qui, tant dans le monde universitaire que dans le cadre du Parti nazi, demeure tout au long de son existence, extrêmement controversé. Après l'arrivée au pouvoir du Parti national-socialiste, il rejoint celui-ci à nouveau en 1934 et incorpore la SS.

### Arrestation et incarcération

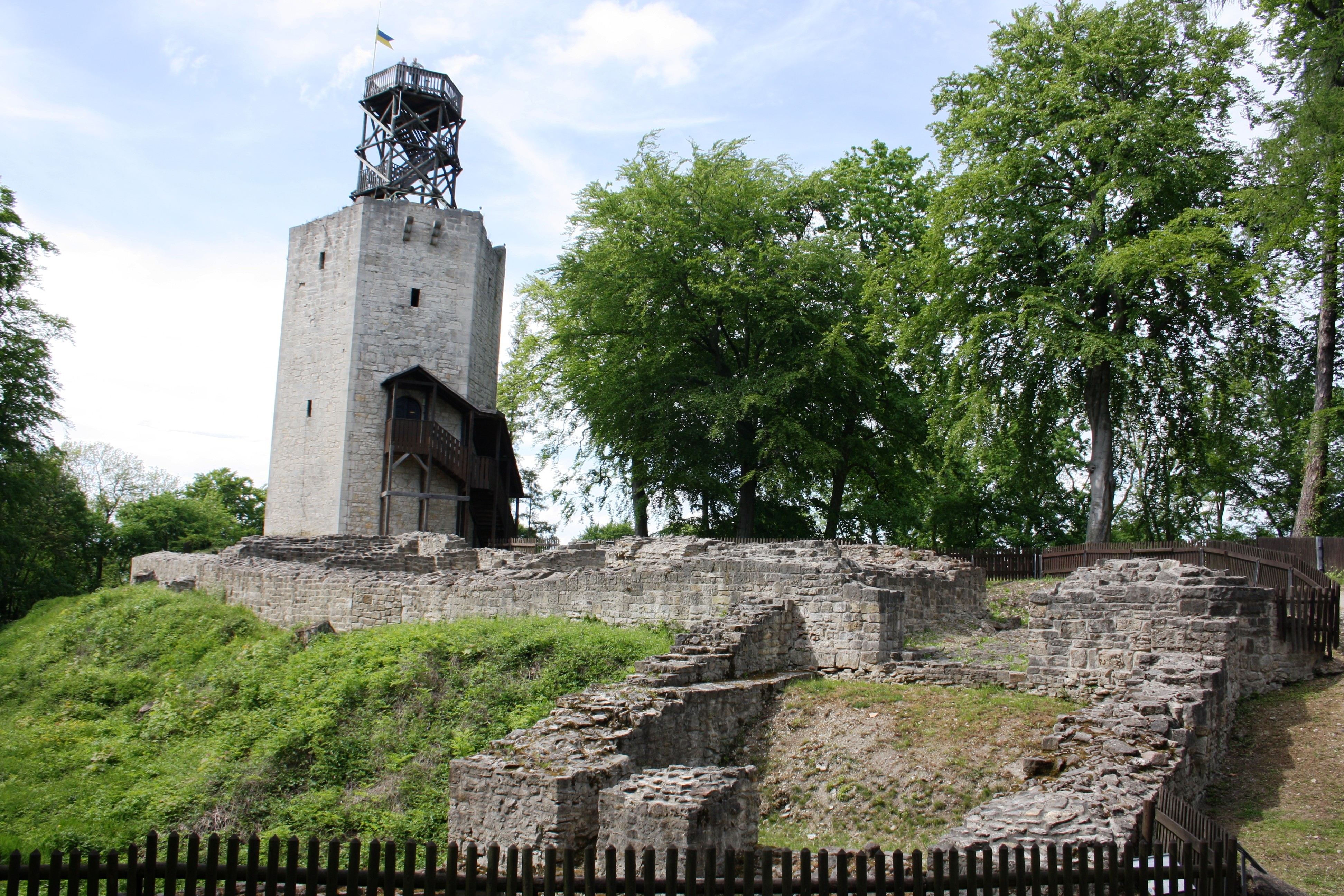
Le gouvernement du Land de Rhénanie-Westphalie a souhaité accueillir au château de Lichtenberg la collection d'Hermann Wirth.

En 1945, il est interné pendant deux ans par les troupes américaines. Sa disgrâce de 1939 lui permet cependant de se présenter comme un opposant au nazisme.

### Départ en Suède puis retour
Il s'installe en Suède pendant plusieurs années et retourne à Marbourg en 1954, où il vit en tant qu'enseignant privé. Bien qu'il ait continué à défendre idéologiquement l'Allemagne national-socialiste, les doctrines de Wirth sur les « cultures primitives » trouvent un écho dans la scène alternative en développement dans les années 1970 et dans des groupes de soutien aux aborigènes nord-américains. Willy Brandt visita ainsi Wirth à Marburg en 1979, et le gouvernement de Rhénanie-Palatinat soutint temporairement un projet de création d'un musée avec la collection ethnographique de Wirth dans une annexe du château de Lichtenberg.

## Un proche de Himmler
Ses théories attirent sur lui l'attention de Heinrich Himmler, qui lui confie une place importante au sein de l'Ahnenerbe, l'institut de recherche de la SS.
En effet, rejeté par les tenants de la recherche académique, Wirth reçoit le soutien de Himmler, alors engagé dans une lutte d'influence pour le contrôle de la recherche allemande. Dans ce contexte, Il dirige l'Ahnenerbe entre 1935 et 1937 ; il est alors renvoyé de ce poste par Himmler, qui le juge trop encombrant en raison de son amateurisme et de son engouement trop voyant pour la recherche de l'Atlantide, cet engouement renforçant sa réputation de charlatanisme. Un autre explication de son renvoi est le refus de Himmler d'accepter les thèses de Wirth sur l'existence du matriarcat chez les anciens Germains.
Publiquement désavoué par Adolf Hitler, Wirth a cependant été en mesure de briser l'indépendance de la recherche archéologique dans le Reich. Ce désaveu l'oblige à quitter alors toute fonction dans l'institut, dans une sorte de disgrâce. Il est remplacé à sa tête par Walther Wüst (de).

## Thèses, théories et travaux
Herman Wirth s'intéresse principalement à la protohistoire, cherchant notamment à démontrer la véracité des légendes entourant le continent légendaire de l'Atlantide. En effet, il s'inspire du mythe platonicien pour proposer une théorie de l'origine de la race nordique.

### Théories

#### La tradition «nordico-atlantique»
Défenseur d'un pangermanisme européen, Wirth défend l'idée de l'existence d'une race nordique originelle. Il est fortement influencé par la diffusion, au sein de la société allemande, depuis les années 1880, d'une « germanomanie de bazar », qui, dans les années suivant la défaite du Reich en 1918, recherche des preuves matérielles de la supériorité allemande, en s'appuyant sur l'étude de la protohistoire.
Durant les années 1920, Wirth s'intéresse de près à l'Atlantide, lui conférant une dimension nordiciste : selon lui, l'Atlantide aurait constitué un empire civilisé, centré sur l'Islande et l'archipel d'Heligoland,. Il érige l'Atlantide en empire et en fait le berceau des Hyperboréens, qu'une modification de l'Axe des pôles aurait forcé à émigrer vers des contrées plus hospitalières, en Europe du Nord : Wirth affirme que cette modification de l'inclinaison de l'axe de la Terre aurait rendu le pôle Nord impropre à la vie humaine, poussant les populations qui y étaient établies à émigrer plus au Sud, vers des régions plus hospitalières.
Dans l'un de ses ouvrages principaux, intitulé Allmutter, Wirth tente d'expliquer l'émergence des symboles runiques. Selon lui, la cosmogonie nordique, visible notamment dans le plan des mégalithes de Bretagne, apparaît clairement liée au soleil : il affirme que cette cosmogonie est basée sur la course de cet astre au cours de l'année.

#### L'Urmonotheismus
Wirth reprend la thèse de l'Urmonotheismus, ou « monothéisme primordial », soutenue par le père Wilhelm Schmidt (1868-1954). Schmidt, rationaliste convaincu, très connu dans les milieux scientifiques des années 1920, tente de prouver l'existence de Dieu par ses recherches scientifiques. Wirth conjugue les thèses de Schmidt avec les travaux de deux auteurs völkisch de la génération précédente, Ludwig Wilser et Willy Pastor, pour tenter de démontrer l'existence d'une religion primordiale monothéiste remontant à environ 15 000 ans avant l'ère chrétienne.

### Travaux
Archéologue, il participe à de nombreux programmes de recherches, d'abord avec les universités allemandes, puis dans avec les instituts de recherche liés à la SS.
En 1928, Wirth s'intéresse aux découvertes archéologiques de Glozel, cherchant à établir la preuve de la présence du peuple indogermanique sur le territoire français : dans ce cadre, il défend la thèse de l'existence d'une écriture spécifique, « glozélienne » d'origine indogermanique. Quelques années plus tard, dans les années 1930, il recherche, en France plus particulièrement, du matériel archéologique comportant des Svastikas.
Parallèlement, Wirth mène des campagnes de fouilles en Scandinavie à partir de 1935, bénéficiant initialement de moyens modestes. Lors de cette campagne de fouilles soigneusement préparée, il rapporte de nombreux moulages de rochers gravés, constituant une collection unique pour le compte de l'Ahnenerbe.

### Publication de la chronique d'Ura-Linda

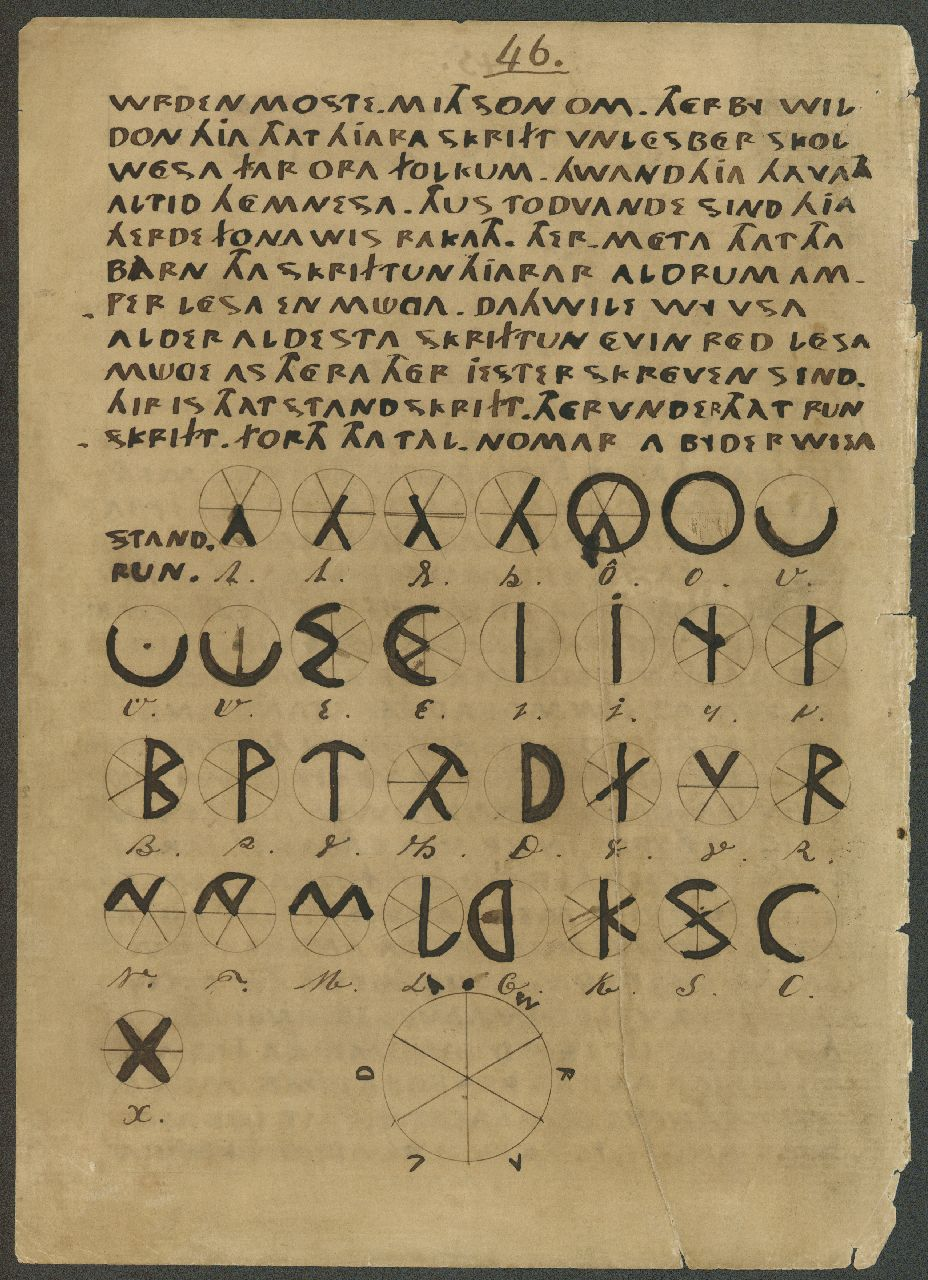
Hermann Wirth appuie ses conclusions sur la fausse chronique d'Ura-Linda.

Professeur à Berlin, prétendant ressusciter une authentique tradition germanique, Hermann Wirth réédite la Chronique d'Ura-Linda, un faux avéré par la suite.
Il rencontre dans cette entreprise un certain succès par le biais de sa renommée universitaire et grâce à la Société Herman Wirth, société savante soutenue par des historiens et des anthropologues allemands reconnus pour leur professionnalisme.
Son édition de ce texte met un terme à sa renommée, le discréditant totalement, non seulement au sein de la recherche allemande, mais aussi auprès de ses soutiens, Alfred Rosenberg notamment. Il est alors obligé d'admettre l'imposture de ce document, il tente cependant de défendre l'authenticité de certains passages, avec l'aide de l'atlantomane Albert Hermann, un de ses collègues archéologues.

## Publicité de ses thèses

### Avant la guerre
Son travail sur la Préhistoire de la race atlantique-nordique, écrit à cette époque, est très populaire parmi les cercles völkisch, plus ou moins proches du parti nazi.
De plus, il bénéficie, pour la popularisation de ses idées, de l'aura que lui confère la proximité de nombreux personnages officiels du Troisième Reich, notamment Himmler, ce dernier croyant fermement à une localisation nordique de l'Atlantide. De plus, Rosenberg s'inspire de ses théories pour sa vision de l'Atlantide.
Enfin, en France, la diffusion de ses thèses est assurée par l'archéologue Raymond Vaufrey, dès les années 1930.

### Après la défaite allemande
Ces thèses sont également reprises par les idéologues néonazis et fasciste (Miguel Serrano, Julius Evola) et sont présentes par la suite, dans les années 1970, au sein du corpus idéologique de la Nouvelle Droite, dont les principaux auteurs le désignent par le titre de professeur, titre qui, selon Jean-Paul Demoule, ne lui a jamais été décerné.
Il est ainsi régulièrement cité et sollicité par les responsables éditoriaux des publications proches de la Nouvelle Droite, Éléments et Heimdal, qui assurent la promotion de ses travaux passés et de ses projets de musée, permettant ainsi aux principaux acteurs de la Nouvelle Droite européenne, notamment Robert Steuckers et Alain de Benoist, de présenter ses travaux sans distance critique.